# 아테네 국제공항
아테네 국제공항(그리스어: Διεθνής Αερολιμένας Αθηνών, 영어: Athens International Airport, IATA: ATH, ICAO: LGAV)은 그리스의 수도 아테네와 주변 지역인 아티카를 담당하는 국제공항으로 24시간 운항을 하고 있다. 2001년 3월 28일 개항했다. 그리스의 국적 항공사인 에게 항공과 올림픽 항공의 허브 공항으로 아테네 도심에서 남쪽으로 10 킬로미터 떨어진 곳에 있다. 공항은 아테네 국제공항 주식회사(Athens International Airport S.A.)에서 관리 및 운영하고 있다.

## 개요
활주로는 3,500mx60m와 3,150mx45m 크기의 2개가 있으며 수용 능력은 시간당 30회 운항할 수 있다. 계류장은 항공기 37대가 동시에 머무를 수 있다. 여객 터미널은 2동으로 시간당 최대 3,600명을 수용할 수 있다. 2001년 3월에 문을 닫은 엘리니콘 국제공항을 대신해 개항했으며, 수용 능력은 여객수가 연간 1600만 명으로 늘어나고, 항공기 운항 횟수도 시간당 65회가 될 예정이며, 계류장은 항공기 89대가 동시에 머무를 수 있게 된다. 또한 로봇 시스템 율리시스와 헤라클레스가 폭탄 테러를 방지하고 있다.

## 운항 노선

### A 터미널
| 항공사                 | 목적지 |
| ---------------------- | --- |
| 에게항공               | 라르나카, 런던(히드로), 모스크바(도모데도보), 이스탄불(아타튀르크), 텔아비브                                |
| 올림픽 에어            | 라르나카, 베오그라드, 부쿠레스트, 소피아, 이스탄불(아타튀르크), 카이로, 티라니아                            |
| 스카이윙 항공          | 라르나카, 리비브, 밀라노(리나테), 키이우(줄리아니), 파포스 계절편 : 버밍엄                                  |
| 헬레닉 임페리얼 항공   | 뉴욕(JFK) 계절편: 요하네스버그                                                                              |
| 헬라스 플라이트        | 맨체스터, 바그다드, 슐라이마니아, 아르빌 계절편: 스톡홀름(알란다), 앙카라, 이즈미르, 프랑크푸르트, 함부르크 |
| 고려 항공              | 계절편: 평양                                                                                                |
|                        | |
| 중국국제항공           | 베이징(수도), 뮌헨                                                                                          |
| 준야오 항공            | 상하이(푸둥) - (2020년 6월 23일 신규취항)                                                                   |
| 스쿠트 항공            | 싱가포르 |
| 에미레이트 항공        | 두바이 |
| 에티하드 항공          | 아부다비 |
| 카타르 항공            | 도하 |
| 걸프 에어              | 마나마 |
| 중동 항공              | 베이루트 |
| 로얄 요르단 항공       | 암만 |
| 엘알 이스라엘 항공     | 텔아비브 |
| 시리아 항공            | 다마스쿠스, 알레포                                                                                          |
| 이집트 항공            | 카이로 |
| 이집트 에어 익스프레스 | 알렉산드리아                                                                                                |
| 튀니스 에어            | 튀니스 |
| 영국 항공              | 런던(히드로)                                                                                                |
| 이지젯                 | 런던(개트윅), 맨체스터, 에든버러                                                                            |
| 에어링구스             | 계절편: 더블린                                                                                              |
| TAROM                  | 부쿠레슈티                                                                                                  |
| 에어 부쿠레스트        | 부쿠레슈티                                                                                                  |
| 에어로스비트 항공      | 키이우(보리스필), 도네츠크, 오데사                                                                          |
| 몰도바 항공            | 키시너우 |
| 크로아티아 항공        | 계절편: 자그레브, 두브로브니크                                                                              |
| 이즈 에어              | 이즈미르 |
| 터키항공               | 이스탄불(아르나부코이)                                                                                      |
| 키프로스 항공          | 라르나카 |
| 벨라비아 항공          | 티라 |
| 불가리아 항공          | 소피아 |
| 아에로플로트           | 모스크바(세례메티예보)                                                                                      |
| 로시야 항공            | 계절편 : 세인트피츠버그                                                                                     |
| 쿠반 항공              | 크라스노다르                                                                                                |
| UM 항공                | 키이우(줄리아니)                                                                                            |
| 돈바스아에로           | 도네츠크 |
| 아르마비아             | 예레반 |
| 에어 세르비아          | 베오그라드                                                                                                  |
| 조지아 항공            | 트빌리시 |
| 델타 항공              | 뉴욕(JFK) 계절편: 애틀란타                                                                                  |
| 유나이티드 항공        | 계절편: 뉴어크                                                                                              |
| US 에어웨이즈          | 계절편: 필라델피아                                                                                          |
| 에어 캐나다            | 계절편: 몬트리올, 토론토(피어슨)                                                                            |
| 에어 트랜셋            | 계절편: 몬트리올, 토론토(피어슨)                                                                            |

### B 터미널
| 항공사                     | 목적지 |
| -------------------------- | --- |
| 에게항공                   | 뒤셀도르프, 로마(레오나르도 다 빈치), 로즈, 마드리드, 뮌헨, 미코노스, 미틸레네, 밀라노(말펜사), 바르셀로나, 베를린(테겔), 브뤼셀, 빈, 산토리니, 슈투르가르트, 시티나, 알랙산드루폴리스, 카니아, 코르푸, 쿠스, 테살로니키, 파리(샤를 드 골), 프랑크푸르트, 헤라클리온 계절편: 베니스, 칼라마타 |
| 올림픽 에어                | 낙소스, 렘노스, 로즈, 리오스, 미코노스, 미틸레네, 밀로스, 사모스, 사이로스, 산토리니, 스키아토스, 아스티팔라리아, 알랙산드루폴리스, 암스테르담, 요아니나, 이카리아, 자퀸토스, 카니아, 키오스, 코르푸, 헤라클리온, 카르파토스, 카발라, 칼림노스, 케팔로니아, 쿠스, 키티라, 파로스, 테살로니키  |
| 스카이윙 항공              | 스키아토스, 자퀸토스, 코르푸, 헤라클리온 |
| 스카이 익스프레스          | 스카이로스, 카스토리아, 코자니, 헤라클리온 |
| 에어로제니시스 에어 서비스 | 계절편: 뮌헨, 미코노스, 빈, 사모스, 제노바, 취리히, 키오스 |
| 이지젯                     | 로마(레오나르도 다 빈치), 밀라노(말펜사), 베를린(쇠네펠트), 파리(오를리) |
| 에어프랑스                 | 파리(샤를 드 골), 마르세유 |
| 루프트한자                 | 프랑크푸르트, 뮌헨 |
| 저먼윙스                   | 계졀편: 슈투트가르트, 쾰른(본) |
| KLM                        | 암스테르담 |
| 트랜스아비아닷컴           | 암스테르담 |
| 브뤼셀 항공                | 브뤼셀 |
| 제트에어플라이             | 계절편: 브뤼셀 |
| 스위스 국제항공            | 제네바, 취리히 |
| 다윈 항공                  | 계절편: 제네바, 니스 |
| 오스트리아 항공            | 빈 |
| 티롤리안 항공              | 계절편: 빈 |
| 에어 몰타                  | 몰타, 소피아 |
| 이베리아 항공              | 마드리드 |
| 부엘링 항공                | 바르셀로나 |
| 아드리아 항공              | 계절편: 류블랴나 |
| 알리탈리아 항공            | 로마(레오나르도 다 빈치), 나폴리 |
| 에어 이탈리아              | 계절편: 나폴리 |
| TAP 포르투갈               | 리스본 |
| 에어발틱                   | 계절편: 리가 |
| 체코 항공                  | 프라하 |
| LOT 폴란드 항공            | 바르샤바 계절편 : 크라우프 |
| 노르웨이 에어 셔틀         | 계절편: 오슬로, 스톡홀름(알란다), 코펜하겐 |
| 스칸디나비아 항공          | 코펜하겐 계절편: 스톡홀름(알란다) |
| 블루원                     | 계절편: 헬싱키 |

### 화물 노선
| 항공사            | 목적지 |
| ----------------- | --- |
| 에어고우 에어     | 알랙산드루폴리스, 아스티팔라리아, 카니아, 키오스, 코르푸, 헤라클리온, 이카리아, 요아니나, 칼림노스, 카르파토스, 카발라, 케팔로니아, 코스, 키티라, 렘노스, 레로스, 밀로스, 미코노스, 미틸레네, 낙소스, 파로스, 로즈, 사모스, 산토리니, 스키아토스, 시로스, 테살로니키, 자퀸토스 |
| DHL               | 라이프치히(할레) |
| DHL 에어 UK       | 라이프치히(할레) |
| 페덱스 익스프레스 | 프랑크푸르트, 뉴욕(뉴어크), 멤피스 |
| 에어컨트랙터      | 더블린 |
| 루프트한자 카고   | 프랑크푸르트 |
| 로얄 요르단 항공  | 암만(퀸알리아), 쾰른(본) |
| 스타 에어         | 코펜하겐 |
| ASL 항공 벨기에   | 리에주, 밀라노(오리오알세리오) |
| UPS 항공          | 류블랴나, 뉴욕(JFK), 파리(샤를 드 골) |

## 연계 교통

### 도로 교통
- 택시
- 버스 (X93, X95, X96, X97)
- 공항버스 (KTEL 익스프레스에서 운영)

### 철도 교통
- 프로아스티아코스 철도 노선으로 피레우스에서 아테네 국제공항까지 운행한다.
- 아테네 지하철 3호선 노선으로 에갈레오(Αιγάλεω)에서 아테네 국제공항까지 운행한다.